# Tour de l'Eurométropole 2021
Il Tour de l'Eurométropole 2021, ottantesima edizione della corsa, valevole come trentasettesimo evento dell'UCI ProSeries 2021 categoria 1.Pro, si è svolto il 29 settembre 2021 su un percorso di 177,6 km, con partenza da La Louvière e arrivo a Tournai, in Belgio. Questa edizione è stata la prima della gara nell'UCI ProSeries; l'edizione 2020 avrebbe dovuto essere presente nell'UCI ProSeries inaugurale, ma è stata annullata a causa della pandemia di COVID-19. La gara era originariamente prevista per il 2 ottobre, ma dopo che la Parigi-Roubaix è stata rinviata al 3 ottobre, gli organizzatori della gara hanno deciso di riprogrammare la gara per realizzare un evento più competitivo. 
La vittoria è stata appannaggio dell'olandese Fabio Jakobsen, che ha completato il percorso in 4h 08' 32" alla media di 42,876 km/h, precedendo il belga Jordi Meeus ed il danese Mads Pedrsen.

## Squadre e corridori partecipanti
| N.      | Cod. | Squadra                  |
| ------- | ---- | ------------------------ |
| 1-7     | COF  | Cofidis                  |
| 11-17   | DQT  | Deceuninck-Quick Step    |
| 21-27   | EFN  | EF Education-Nippo       |
| 31-37   | IGD  | Ineos Grenadiers         |
| 41-47   | GFC  | Groupama-FDJ             |
| 51-57   | LTS  | Lotto Soudal             |
| 61-67   | TFS  | Trek-Segafredo           |
| 71-77   | UAD  | UAE Team Emirates        |
| 81-87   | ISN  | Israel Start-Up Nation   |
| 91-97   | TQA  | Team Qhubeka NextHash    |
| 101-107 | IWG  | Intermarché-Wanty-Gobert |
| 111-117 | BOH  | Bora-Hansgrohe           |

| N.      | Cod. | Squadra                         |
| ------- | ---- | ------------------------------- |
| 121-127 | AFC  | Alpecin-Fenix                   |
| 131-137 | BBK  | B&B Hotels                      |
| 141-147 | BWB  | Bingoal Pauwels Sauces WB       |
| 151-157 | GAZ  | Gazprom-RusVelo                 |
| 161-167 | RLY  | Rally Cycling                   |
| 171-177 | SVB  | Sport Vlaanderen-Baloise        |
| 181-187 | ARK  | Team Arkéa-Samsic               |
| 191-197 | TEN  | TotalEnergies                   |
| 201-207 | UXT  | Uno-X Pro Cycling Team          |
| 211-217 | BSC  | Black Spoke Pro Cycling Academy |
| 221-227 | TIC  | Tarteletto-Isorex               |
| 231-237 | XRL  | Xelliss-Roubaix-Lille Métropole |

## Ordine d'arrivo (Top 10)
| Pos. | Corridore                | Squadra     | Tempo    |
| ---- | ------------------------ | ----------- | -------- |
| 1    | Fabio Jakobsen           | Deceuninck  | 4h08'32" |
| 2    | Jordi Meeus              | Bora        | s.t.     |
| 3    | Mads Pedersen            | Trek        | s.t.     |
| 4    | Danny van Poppel         | Intermarché | s.t.     |
| 5    | Hugo Hofstetter          | Israel      | s.t.     |
| 6    | Nacer Bouhanni           | Arkéa       | s.t.     |
| 7    | Kenneth Van Rooy         | Sport Vl.   | s.t.     |
| 8    | Luca Mozzato             | B&B Hotels  | s.t.     |
| 9    | Reinardt J. van Rensburg | Qhubeka     | s.t.     |
| 10   | Samuel Leroux            | Xelliss     | s.t.     |